# 739

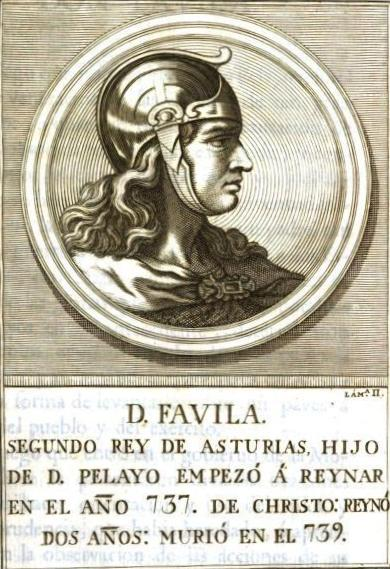
Koning Favila van Asturië (Spanje)

Het jaar 739 is het 39e jaar in de 8e eeuw volgens de christelijke jaartelling.

## Gebeurtenissen

### Europa
- Paus Gregorius III vraagt aan Karel Martel, Frankische hofmeier van Austrasië en Neustrië, om militaire steun te verlenen tegen de Longobarden. Deze voeren een plunderveldtocht in Latium en dreigen Rome te bezetten. Karel negeert dit verzoek, daar de Longobarden hem troepen leveren voor een campagne tegen de Arabieren in Septimanië (Zuid-Frankrijk).
- Koning Favila van Asturië (Noord-Spanje) overlijdt volgens een legende door een aanval met een beer. Hij wordt opgevolgd door zijn zwager Alfons I.

### Arabische Rijk
- De Grote Berberopstand: In de stad Tanger (huidige Marokko) breekt een opstand uit onder de Berbers. De oorzaak is het discriminerende beleid van de Omajjaden in Noord-Afrika en de hoge belastingen (djizja) die op de niet-Arabische moslimbevolking wordt opgelegd. De Berbers rukken op langs de Marokkaanse westkust en verslaan de Moorse garnizoenen.

## Religie
- Bonifatius, Angelsaksische missionaris, hervormt de Rooms-Katholieke Kerk in Beieren. Hij sticht de bisdommen in Regensburg, Passau, Salzburg en Freising. (waarschijnlijke datum)
- 7 november - Willibrord, Angelsaksische aartsbisschop, overlijdt in zijn klooster van Echternach (Luxemburg). De bisschopszetel in Utrecht blijft geruime tijd vrij.

## Overleden
- Engelmundus, Angelsaksisch missionaris
- Favila, koning van Asturië (Spanje)
- Jingcheng, Chinees prinses
- 7 november - Willibrord, Angelsaksisch aartsbisschop